# التسمية الحرة (تصنيف حيوي)
التسمية الحرة هي عبارة عن مجموعة مفردات بصيغ وإشارات غير رسمية إلى حدٍّ ما، والتي يمكن لعالم التصنيف الحيوي الإفصاح من خلالها عن الملحوظات الخاصة بعمله. وهذا يكون نقيضاً لقوائم المرادفات، والتي يمكن لعالم التصنيف الحيوي الإفصاح من خلالها عن الملحوظات الخاصة بأعمال غيره. وتتمثل الملحوظات منها الأكثر شيوعاً على هيئة اصطلاحات تصنيفية مختزلة في عملية التصنيف الحيوي.

## استخدام التسمية الحرة
لا يوجد في التسمية الحرة ضوابط دقيقة فيما يتعلق بتحديد الاصطلاحات التي يجب استخدامها أو أين يجب وضعها ضمن الاسم العلمي للنوع أو أي وحدة تصنيفية أخرى، مما قد يؤدي إلى صعوبات في التفسير. ومع ذلك، فأن المسائل العالقة ذات أكبر أهمية تُعنى بالطريقة التي سيتم تفسير المعاني بها. إذ أن القانون الدولي للتسمية الحيوانية لا يخصص مرجع للتسمية الحرة، تاركاً استخدامها ومعناها متاحين للتفسير من قبل علماء التصنيف الحيوي.
وفيما يلي أمثلة من الاختصارات الأكثر استعمالاً وشيوعاً في التسمية الحرة:
- كلمة نوع (بالإنجليزية: species) ، واختصارها .sp أو .spp في حالة الجمع، وتشير إلى نوع قد يكون جديد بدون التعليق على الترابط التصنيفي المحتمل. وهذا يوحي بعدم اكتمال التعريف أو عدم كفاية الدليل والمادة المتاحين في الوقت الراهن لتحديد العينات للوحدات التصنيفية المعروفة، ذات الصلة. أو بدلاً من ذلك، عدم القدرة على تخصيص وحدة تصنيفية جديدة للعينة بذاتها بالثقة الكافية، لحد اللحظة.
- الترابط النوعي (باللاتينية: "species affinis") ، واختصارها .aff أو .sp.aff، ويشير إلى أن هنالك نوع قد يكون جديد ولم يوصف بعد؛ لديه تشابه بالنوع المذكور، ولكن ليس مطابقاً له.
- المقارنة مع (باللاتينية: confer) ، واختصارها .cf أو علامة استفهام ?، وأيضاً نوع مريب (باللاتينية: species incerta) ، واختصارها .inc، والتي تدل على درجات وأنواع متباينة من الغموض ويمكن استخدامها بأكثر من شكل، استناداً إلى الباحث. وفي استخدام أكثر حداثة، ".cf" تشير إلى غموض أشد من علامة الاستفهام.[2]
- تمت رؤيته أو "لقد رأيناه" (باللاتينية: vidimus) ، واختصارها .v، وتعني أن الباحث قد فحص فئة العينات الأصلية وطرح أقواله، استناداً إلى خبرته المكتسبة. وأحياناً يمكن التعبير عن عكس ذلك ب"لم تتم رؤيته" أو "لم نراه" (باللاتينية: non vidimus) ، واختصارها ".non v" وتعني أن النموذج الأصلي لم يتم رصده إطلاقاً، كما هو الحال في الكثير من أنواع الجراثيم الفطرية، على سبيل المثال.